# Podlesí (Budišov nad Budišovkou)
Podlesí (do roku 1950 Šumvald, německy Schönwald) je vesnice, část města Budišov nad Budišovkou v okrese Opava v Moravskoslezském kraji. Nachází se asi 4,5 km na jihozápad od Budišova nad Budišovkou. Prochází zde silnice II/443. V roce 2009 zde bylo evidováno 87 adres. V roce 2001 zde trvale žilo 76 obyvatel.
Podlesí leží v katastrálním území Podlesí nad Odrou o rozloze 11,81 km2.
V Podlesí pramení a Podlesím protéká Podleský potok (přítok řeky Odry).

## Historie

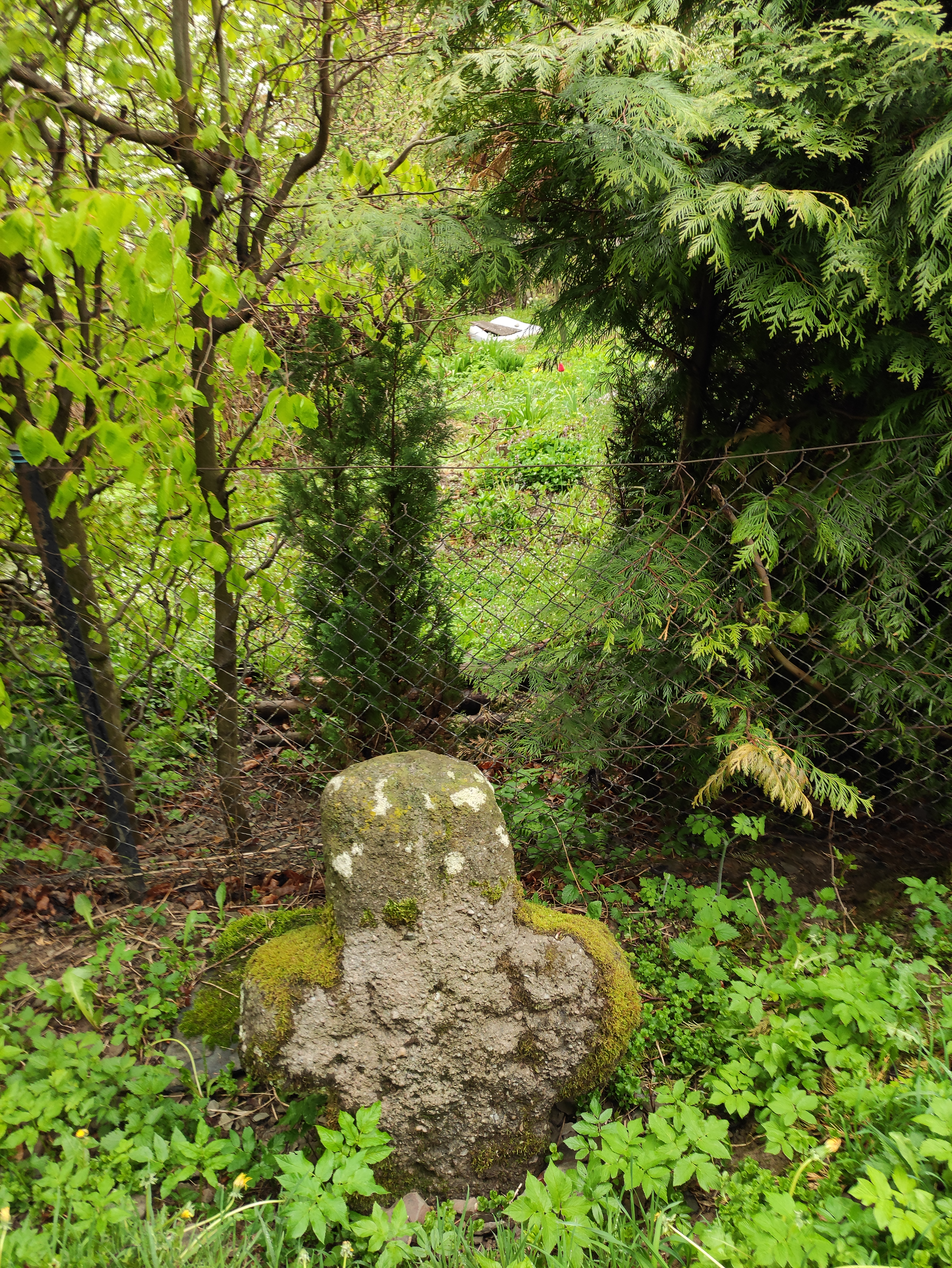
Smírčí kříž

První písemná zmínka o obci pochází z roku 1456.

## Pamětihodnosti
- Smírčí kříž
- Bývalý kostel svatého Mikuláše
- Polzerova kaple